# Cachalote-anão
O cachalote-anão (Kogia sima) é uma das três espécies de baleias denominadas cachalotes. Não são observadas muitas vezes e o pouco que se sabe sobre estes animais tem origem no estudo de espécimes trazidos pelo mar até às costas.

## Taxonomia

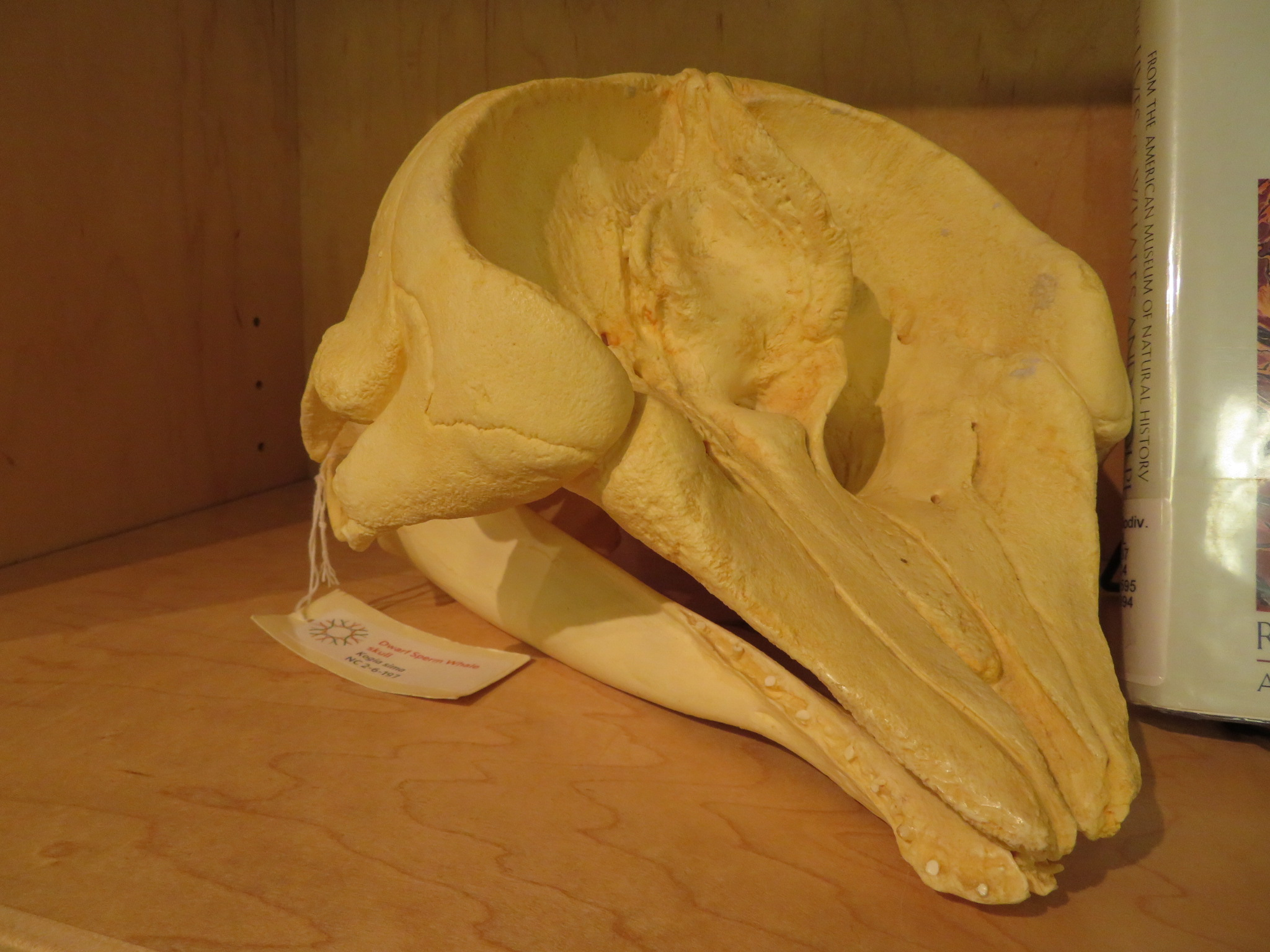
Esqueleto de um cachalote-anão

Os dois primeiros espécimes do cachalote-anão, um macho e uma fêmea, foram coletados em 1853 pelo naturalista Walter Elliot, que o considerou uma espécie de boto devido ao focinho curto. No entanto, quando ele enviou desenhos dessas baleias - incluindo diagramas de esqueleto - ao biólogo Richard Owen para descrever, Owen, em seu artigo de 1866, reconheceu-a como um tipo de cachalote na família Physeteridae com base em várias características semelhantes, como ter dentes funcionais apenas na mandíbula inferior, uma bolha assimétrica inclinada para o lado esquerdo e um órgão do espermacete. Owen a chamou de Physeter (Euphysetes) simus, o mesmo gênero do cachalote (Physeter macrocephalus) e do cachalote-pigmeu (agora Kogia breviceps), com Euphysetes atuando como um subgênero.
O nome da espécie simus é originado do latim, signifando "nariz torto", uma referência ao seu focinho rombudo. John Edward Gray, quando criou o gênero Kogia em 1846, não deu nenhuma indicação para o significado, mas, como a palavra tem uma desinência feminina, o nome da espécie masculina simus teve que ser alterado para sima para se adequar a isso quando a combinação Kogia simus era proposto por vários autores do século XX. Em 1900, o zoólogo Frank Evers Beddard especulou que a palavra "pode ser uma homenagem a um turco do passado de sobrenome Cogia Effendi, que observou baleias no Mediterrâneo."
Em 1871, o mamiferologista Theodore Gill dividiu Physeteridae em duas subfamílias: Physterinae com Physeter, e Kogiinae com Kogia e o agora extinto Euphysetes; isso agora foi elevado à família Kogiidae. Gill também propôs que o cachalote-anão fosse transferido para seu próprio gênero, Calignathus. Em 1878, o naturalista James Hector sinonimizou o cachalote-anão com os cachalotes pigmeus como K. breviceps. Nenhuma distinção foi feita pela maioria dos autores até o mamíferoólogo Dale Rice em sua revisão de 1998 da taxonomia de mamíferos marinhos, citando os trabalhos de Teizo Ogawa em 1936, de Munesato Yamada em 1954, de Charles Handley em 1966, e de Graham James Berry Ross em 1979.
Testes genéticos em 2006 sugerem que K. sima pode realmente representar duas espécies, uma no Atlântico e outra na região do Indo-Pacífico. O Cabo da Boa Esperança, ao redor da África do Sul, pode marcar a barreira entre essas duas populações.

## Descrição

Comparação de tamanho do cachalote (azul), do cachalote-pigmeu (verde) e o cachalote-anão (laranja)

O cachalote-anão pode variar em tamanho de 2 a 2,7 m de comprimento e 136 a 272 kg (300 a 600 lb) de peso—menos de 4.25 m  e 417 kg (920 lb) em relação ao cachalote-pigmeu. Um recém-nascido tem geralmente cerca de 1 m (3 ft 3 in) de comprimento e 14 kg (31 lb). Acredita-se que os machos atinjam a maturidade física aos 15 anos e as fêmeas aos 13 anos. A maturidade sexual, que acontece depois que um indivíduo atinge 2–2,2 m de comprimento, ocorre aos 2 a 3 anos anos para machos e cerca de 5 para fêmeas. A gestação ocorre provavelmente ao longo de cerca de 9,5 meses.
O cachalote-anão tem uma coloração cinza-escuro ou cinza-azulado com uma parte inferior cinza-claro e uma marca em forma de meia-lua clara entre o olho e a nadadeira, às vezes chamada de "guelra falsa", que é característica do gênero. Alguns indivíduos são conhecidos por terem uma segunda marca em forma de meia-lua, criando uma espécie de anel pálido que circunda um ponto mais escuro. Possui uma barbatana dorsal alta na metade do comprimento do corpo e duas ou mais ranhuras na garganta. A barbatana dorsal é mais alta e mais próxima da cabeça do que no cachalote-pigmeu, e o dorso é mais achatado.

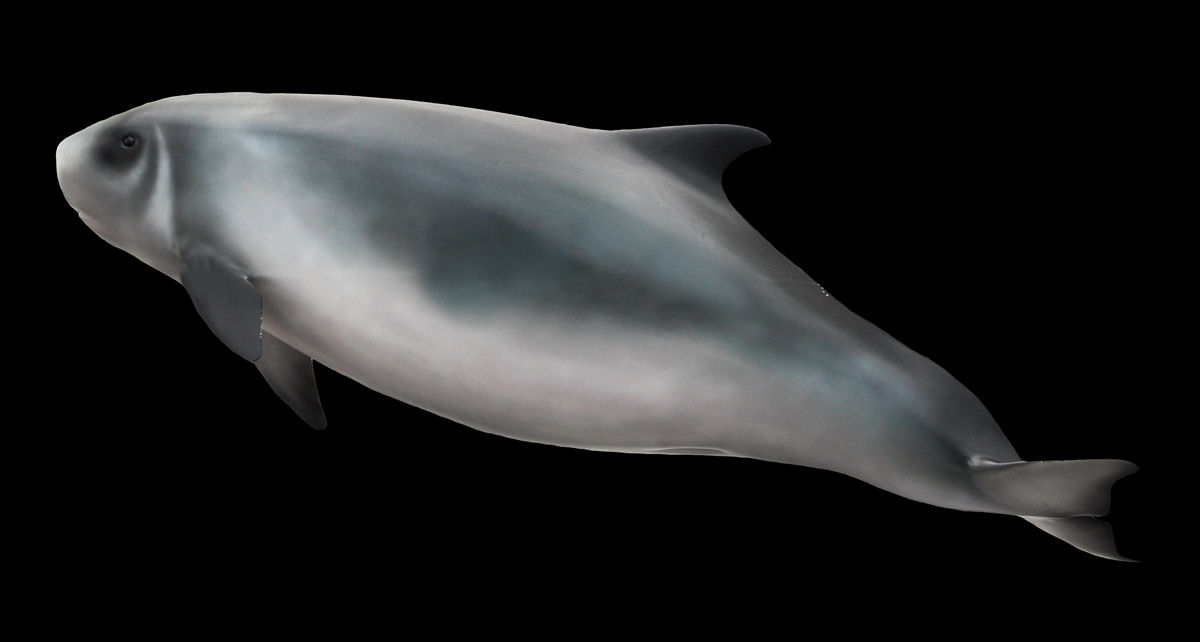
Maquete de museu de um cachalote-anão

Kogia é identificado como tendo uma cabeça quadrada, uma pequena mandíbula com o focinho projetando-se para fora e uma construção semelhante a uma toninha com um corpo robusto que diminui rapidamente em direção à cauda. Característica dos cachalotes, a narina esquerda é notavelmente maior que a direita e possui um órgão de espermacete em seu crânio. O cérebro pesa cerca de 0,5 kg (1,1 lb). Os olhos são adaptados para ambientes com pouca luz. O cachalote-anão tem 14 a 24 dentes, raramente 26, na mandíbula inferior que são afiados, ligeiramente curvados para trás e–como outros cachalotes–falta esmalte. Os dentes raramente excedem 30 mm (1,2 in) de comprimento, menores do que os do cachalote-pigmeu. No máximo, 6 dentes estão na mandíbula superior, embora nos cachalotes modernos os dentes superiores estejam inutilizados.
Exclusivo do Kogia, existe um saco que fica pendurado no intestino delgado próximo ao ânus e é preenchido com um fluido denso marrom-avermelhado que se parece com calda de chocolate. Quando estressado, esse fluido é liberado. O cachalote-anão tem entre 50 e 57 vértebras, 7 vértebras no pescoço, 12 a 14 vértebras torácicas e 29 ou 35 a 37 vértebras lombares. A variação pode ser devido à perda de ossos durante a preparação de uma amostra ou variações individuais. O dimorfismo sexual não foi observado nesta espécie.

## População e distribuição
O cachalote-anão distribui-se pelos oceanos tropicais e temperados de todo o mundo e habita a plataforma continental e a área das encostas. Parece preferir águas mais quentes do que o cachalote-pigmeu. O cachalote-anão é uma das baleias de mergulho profundo mais comumente encalhadas no mundo, embora raramente seja vista no mar e, da mesma forma, a maioria das informações sobre a espécie provém do exame de indivíduos encalhados. A profundidade do mergulho pode variar de um lugar para outro: um estudo nas Bahamas inferiu a profundidade média em torno de 250 m (820 ft), enquanto um estudo nas águas mais profundas do Havaí a situou em cerca de 1.500 m (4.900 ft).
No Pacífico Ocidental, seu alcance registrado vai do Japão à Tasmânia e Nova Zelândia, e no Pacífico Oriental, da Colúmbia Britânica ao Chile central. No Oceano Índico, é relatada em Omã, Sri Lanka, Índia, Tailândia, Filipinas, Indonésia, oeste da Austrália e África do Sul. No Atlântico Ocidental, foi registrado da Virgínia ao sul do Brasil, e no Atlântico Leste, da Itália no Mar Mediterrâneo à África do Sul.
Nenhuma estimativa da população global foi feita. A contagem da população foi feita em certas áreas, embora dada a dificuldade de distinguir o cachalote-anão do cachalote-pigmeu, a estimativa geral representa o número total de ambas as espécies. No Atlântico Norte, foram estimados em cerca de 3.785 indivíduos; no Pacífico Leste, cerca de 11.200 indivíduos.

## Ecologia

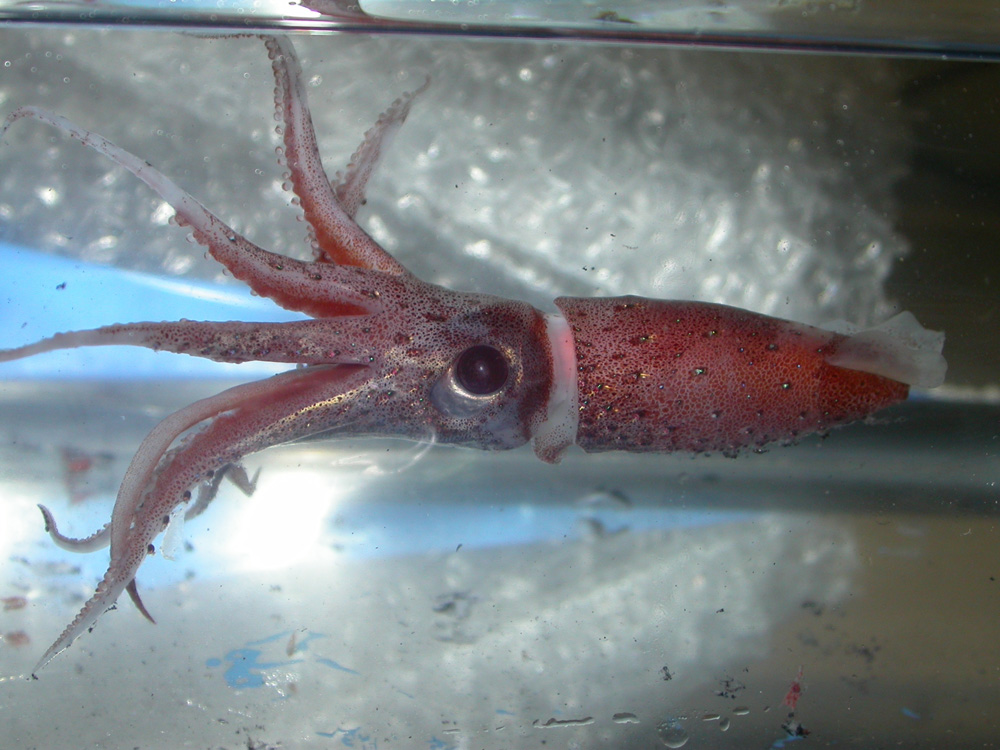
O Histioteuthis reversa é uma presa comum

### Dieta
O cachalote-anão é um predador da zona pelágica. O conteúdo estomacal dos cachalotes-anões encalhados compreende principalmente lulas e, em menor grau, peixes que habitam as zonas mesopelágica e batipelágica e crustáceos. No entanto, os crustáceos constituem uma parte considerável da dieta dos cachalotes-anões havaianos: até 15%. O conteúdo estomacal das baleias lavadas em diferentes regiões do mundo indica uma preferência por lulas das espécies Histioteuthis e Cranchiidae em toda a sua extensão, particularmente a Histioteuthis reversa e a Taonius.
Os sulcos da garganta e a musculatura desenvolvida na garganta são provavelmente adaptações para aumentar o volume da boca para alimentação por sucção, possivelmente o mais desenvolvido entre as baleias dentadas. Além disso, o focinho rombudo, a falta de dentes e a mandíbula reduzida são características vistas em outras baleias com dentes que se alimentam por sucção. A baleia usa seus dentes afiados para segurar a presa enquanto expele água da boca.
Os filhotes de cachalotes-anões geralmente começam a comer alimentos sólidos quando atingem um tamanho de cerca de 1,35 m (4 ft 5 in), embora não sejam totalmente desmamados até atingirem cerca de 1,5 m (4 ft 11 in). Os filhotes geralmente começam a comer alimentos sólidos por volta dos 6 meses, e as mães param de amamentar depois de 18 a 20 meses.

### Ameaças
As orcas e os tubarões são conhecidos por atacar o cachalote-anão. Restos de cachalotes anões foram encontrados nos estômagos de grandes tubarões-brancos (Carcharodon carcharias), e infestações do cestódeo Phyllobothrium delphini em indivíduos encalhados indicam ataques de tubarão, uma vez que o cestódeo amadurece em tubarões.
O cachalote-anão também compete com outras baleias comedoras de lulas, como os zifiídeos. Ocupa o mesmo nicho ecológico nas mesmas regiões que o cachalote-pigmeu, embora o último possa se alimentar em águas mais profundas e seja conhecido por se alimentar de uma variedade mais abrangente de espécies de tamanho maior.
Alguns indivíduos encalhados tiveram grandes infestações parasitárias que provavelmente levaram à morte, especialmente com nematóides no estômago e tênias na gordura. No sudeste dos Estados Unidos, foi descoberto que os cachalotes-anões encalhados morreram de insuficiência cardíaca, que pode ter causado o próprio encalhe.

## Comportamento
Acredita-se que Kogia se mova lentamente, raramente exibindo um comportamento rápido à superfície, tendendo a flutuar na superfície com apenas a nuca e a nadadeira dorsal expostas. Da superfície, afundam verticalmente, em vez de erguer suas caudas para fora da água para mergulhar.
O cachalote-anão se reúne em pequenos grupos de 1 a 4 indivíduos, embora às vezes até 10, provavelmente devido aos recursos limitados de comida. Grupos pequenos e áreas de forrageamento profundas no verão também podem ser comportamentos antipredadores. No entanto, isso é menos provável, pois os golfinhos se reúnem em grandes grupos com centenas de membros para evitar a predação. A baleia provavelmente segue migrações sazonais de lulas da costa no verão para a costa no inverno. É possível que prefira um habitat inclinado, pois permite que a baleia reúna as lulas contra a parede, ou pode causar uma ressurgência na qual a baleia pode surfar para economizar energia durante a caça. Animais mais jovens podem se reunir em áreas mais rasas e adultos em áreas mais profundas; a encosta ao redor da África do Sul pode ser um berçário.
Kogia, ao contrário de outras baleias, pode ejetar um fluido marrom-avermelhado quando assustada, provavelmente para distrair predadores, semelhante à lula. Esta nuvem pode cobrir 100 m2 (1.100 pés quadrados) na água.
Esta espécie não assobia e, em vez disso, produz estalidos de alta frequência de banda estreita. Esses cliques são mais semelhantes aos produzidos por algumas espécies de golfinhos e botos - como o golfinho-cruzado (Sagmatias cruciger), o golfinho-de-hector (Cephalorhynchus hectori), o golfinho-chileno (Cephalorhynchus eutropia), o golfinho-de-commerson (Cephalorhynchus commersonii), o toninha-comum (Phocoena phocoena) e o boto-de-dall (Phocoenoides dalli) - do que as de outras baleias de mergulho profundo, como as baleias de bico e o cachalote. As frequências de pico de Kogia são geralmente inferiores a 130 kHz.

## Interação com humanos
A caça do cachalote-anão foi registrada na Indonésia, Japão, Sri Lanka e nas Pequenas Antilhas, servindo como alimento ou isca, embora não haja operações importantes. Uma ameaça maior é provavelmente a ingestão de detritos marinhos e o emaranhamento nas artes de pesca, embora não tenha sido determinado qual o nível de gravidade que esta ameaça representa. A União Internacional para a Conservação da Natureza (IUCN) atualmente lista o estado de conservação do cachalote-anão como deficiente em dados, embora possa ser uma espécie pouco preocupante.